# Ponte romano di Palazzolo sull'Oglio
Il ponte romano di Palazzolo sull'Oglio è un ponte in pietra costruito in epoca romana lungo il fiume Oglio. Si trova a Palazzolo sull'Oglio, in Lombardia. Era situato lungo la via Gallica, strada romana che collegava i maggiori municipia della Pianura Padana e che iniziava a Gradum (Grado) terminando ad Augusta Taurinorum (Torino).

## Storia

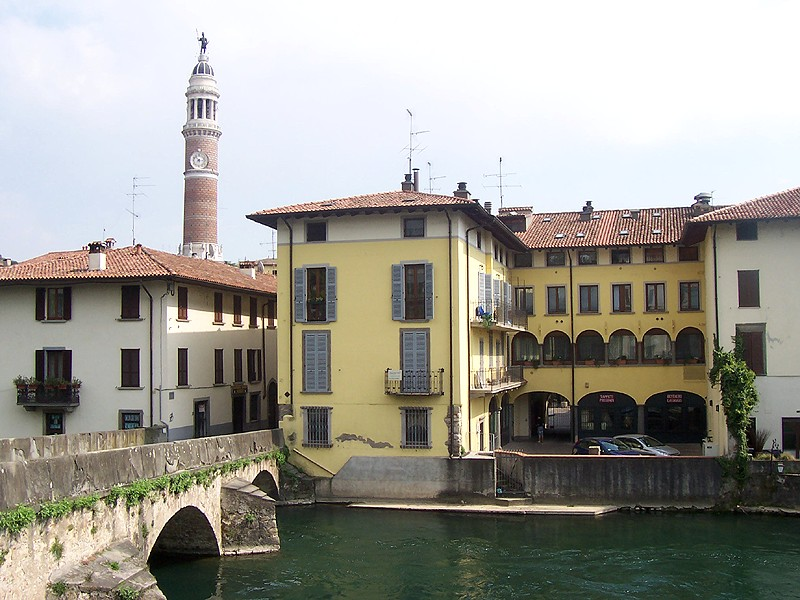
Il ponte romano di Palazzolo sull'Oglio

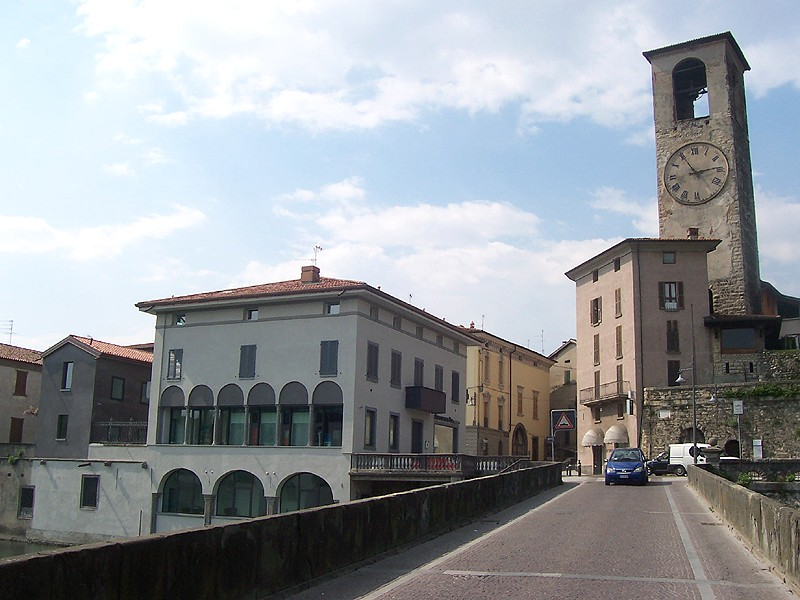
La carreggiata del ponte romano di Palazzolo sull'Oglio

È il più antico ponte di Palazzolo, nonché quello dotato di maggior rilevanza storica: gli storici e alcuni dati archeologici datano la sua costruzione intorno al IV secolo. In particolare, la sua costruzione era essenziale per i collegamenti di Brescia con Bergamo e Milano, su un tracciato stradale che correva ai piedi delle colline e lontano dalle zone paludose e boscose della pianura.
In epoca medievale, durante le dispute per i diritti sulle acque del fiume tra Brescia e Bergamo, vennero costruiti alle due estremità dei fortilizi che lo racchiusero. Quanto agli archi, le dimensioni del ponte subirono molte modifiche nel corso del tempo: il primo arco verso la piazza, ancora oggi esistente ma non visibile, venne chiuso e interrato quando si demolì il "torrazzo", ovvero la fortificazione del ponte sul lato bresciano, e si ampliarono i fabbricati della piazza del Mercato, l'attuale piazza Roma, con la costruzione di un edificio porticato il cui scopo era di fungere da albergo per i viandanti. Sempre in epoca medievale, il manufatto era tenuto in ordine e transitabile per incassare il pagamento di un pedaggio, detto "pontatico".
Intorno al 1511 si procedette alla sostituzione di un arco danneggiato con una struttura di legno fornito dai Grumellesi; struttura che, nel 1533, fu nuovamente sostituita da pietre di Sarnico. Il 4 ottobre 1788 venne demolito sia l'antico portone sia il muraglione che fiancheggiava la salita per aprire il passaggio all'odierna via Garibaldi. Durante la guerra del 1799 l'arco centrale cadde, o venne fatto cadere, per impedire il passaggio delle truppe. Per almeno dieci anni rimase in legno e solo nel 1810 fu ricostruito in pietra di Sarnico.
A schiena d'asino e con volte in pietre squadrate, il ponte fu nel corso dei secoli teatro di numerosi eventi, anche bellici, e subì alcune modifiche. Protetto alle estremità da due fortilizi contrapposti, tra i quali la torre della Rocchetta, il ponte era uno snodo fondamentale per le vie di comunicazione verso Bergamo e soprattutto verso Milano, seguendo il tracciato detto poi della via "Francesca".
Il ponte romano di Palazzolo sull'Oglio era situato lungo la via Gallica, strada romana che collegava i maggiori municipia della Pianura Padana. Iniziava a Gradum (Grado) passando poi da Patavium (Padova), Vicetia (Vicenza), Verona (Verona), Brixia (Brescia), Bergomum (Bergamo), Mediolanum (Milano) e Augusta Taurinorum (Torino), dove terminava il suo percorso.